# Paramicromerys mahira
Paramicromerys mahira là một loài nhện trong họ Pholcidae. Loài này được phát hiện ở Madagascar.